# Arondismentul Pontoise
Arondismentul Pontoise (în franceză Arrondissement de Pontoise) este un arondisment din departamentul Val-d'Oise, regiunea Île-de-France, Franța.

## Subdiviziuni

### Cantoane
- Cantonul Beauchamp
- Cantonul Beaumont-sur-Oise
- Cantonul Cergy-Nord
- Cantonul Cergy-Sud
- Cantonul Eaubonne
- Cantonul Ermont
- Cantonul Franconville
- Cantonul L'Hautil
- Cantonul L'Isle-Adam
- Cantonul Magny-en-Vexin
- Cantonul Marines
- Cantonul Pontoise
- Cantonul Saint-Leu-la-Forêt
- Cantonul Saint-Ouen-l'Aumône
- Cantonul Taverny
- Cantonul La Vallée-du-Sausseron
- Cantonul Vigny

### Comune
| 1. Ableiges (95002)               | 2. Aincourt (95008)             | 3. Ambleville (95011)            | 4. Amenucourt (95012)            |
| 5. Arronville (95023)             | 6. Arthies (95024)              | 7. Auvers-sur-Oise (95039)       | 8. Avernes (95040)               |
| 9. Banthelu (95046)               | 10. Beauchamp (95051)           | 11. Beaumont-sur-Oise (95052)    | 12. Le Bellay-en-Vexin (95054)   |
| 13. Bernes-sur-Oise (95058)       | 14. Berville (95059)            | 15. Bessancourt (95060)          | 16. Boisemont (95074)            |
| 17. Boissy-l'Aillerie (95078)     | 18. Bray-et-Lû (95101)          | 19. Brignancourt (95110)         | 20. Bruyères-sur-Oise (95116)    |
| 21. Bréançon (95102)              | 22. Buhy (95119)                | 23. Butry-sur-Oise (95120)       | 24. Béthemont-la-Forêt (95061)   |
| 25. Cergy (95127)                 | 26. Champagne-sur-Oise (95134)  | 27. La Chapelle-en-Vexin (95139) | 28. Charmont (95141)             |
| 29. Chars (95142)                 | 30. Chaussy (95150)             | 31. Chauvry (95151)              | 32. Chérence (95157)             |
| 33. Cléry-en-Vexin (95166)        | 34. Commeny (95169)             | 35. Condécourt (95170)           | 36. Cormeilles-en-Vexin (95177)  |
| 37. Courcelles-sur-Viosne (95181) | 38. Courdimanche (95183)        | 39. Eaubonne (95203)             | 40. Ennery (95211)               |
| 41. Ermont (95219)                | 42. Franconville (95252)        | 43. Frouville (95258)            | 44. Frémainville (95253)         |
| 45. Frémécourt (95254)            | 46. Frépillon (95256)           | 47. Gadancourt (95259)           | 48. Genainville (95270)          |
| 49. Gouzangrez (95282)            | 50. Grisy-les-Plâtres (95287)   | 51. Guiry-en-Vexin (95295)       | 52. Génicourt (95271)            |
| 53. Haravilliers (95298)          | 54. Haute-Isle (95301)          | 55. Le Heaulme (95303)           | 56. Hodent (95309)               |
| 57. Hédouville (95304)            | 58. Hérouville-en-Vexin (95308) | 59. L'Isle-Adam (95313)          | 60. Jouy-le-Moutier (95323)      |
| 61. Labbeville (95328)            | 62. Livilliers (95341)          | 63. Longuesse (95348)            | 64. Magny-en-Vexin (95355)       |
| 65. Marines (95370)               | 66. Maudétour-en-Vexin (95379)  | 67. Menouville (95387)           | 68. Menucourt (95388)            |
| 69. Montgeroult (95422)           | 70. Montlignon (95426)          | 71. Montreuil-sur-Epte (95429)   | 72. Mours (95436)                |
| 73. Moussy (95438)                | 74. Mériel (95392)              | 75. Méry-sur-Oise (95394)        | 76. Nerville-la-Forêt (95445)    |
| 77. Nesles-la-Vallée (95446)      | 78. Neuilly-en-Vexin (95447)    | 79. Neuville-sur-Oise (95450)    | 80. Nointel (95452)              |
| 81. Nucourt (95459)               | 82. Omerville (95462)           | 83. Osny (95476)                 | 84. Parmain (95480)              |
| 85. Le Perchay (95483)            | 86. Persan (95487)              | 87. Pierrelaye (95488)           | 88. Le Plessis-Bouchard (95491)  |
| 89. Pontoise (95500)              | 90. Presles (95504)             | 91. Puiseux-Pontoise (95510)     | 92. La Roche-Guyon (95523)       |
| 93. Ronquerolles (95529)          | 94. Sagy (95535)                | 95. Saint-Clair-sur-Epte (95541) | 96. Saint-Cyr-en-Arthies (95543) |
| 97. Saint-Gervais (95554)         | 98. Saint-Leu-la-Forêt (95563)  | 99. Saint-Ouen-l'Aumône (95572)  | 100. Saint-Prix (95574)          |
| 101. Santeuil (95584)             | 102. Seraincourt (95592)        | 103. Taverny (95607)             | 104. Theuville (95611)           |
| 105. Théméricourt (95610)         | 106. Us (95625)                 | 107. Vallangoujard (95627)       | 108. Valmondois (95628)          |
| 109. Vauréal (95637)              | 110. Vienne-en-Arthies (95656)  | 111. Vigny (95658)               | 112. Villers-en-Arthies (95676)  |
| 113. Villiers-Adam (95678)        | 114. Vétheuil (95651)           | 115. Wy-dit-Joli-Village (95690) | 116. Épiais-Rhus (95213)         |
| 117. Éragny (95218)               |                                 |                                  |                                  |